# Tratado de Aranjuez (1779)
O Tratado de Aranjuez foi um acordo entre a França e a Espanha assinado em Aranjuez em 12 de abril de 1779 pelo diplomata francês Charles Gravier, conde de Vergennes e o primeiro-ministro espanhol, o conde de Floridablanca, pelo qual a Espanha interveio na Guerra da Independência do Estados Unidos.
Considerado como parte dos chamados Pactos Familiares, estabeleceu o compromisso das duas potências europeias de invadir conjuntamente a Inglaterra (algo que acabou não acontecendo), bem como a recuperação para a Espanha de Gibraltar, Menorca (1782), Flórida (1783) e Honduras Britânicas, além da suspensão dos direitos comerciais de madeira dos ingleses na costa de Campeche. Por seu lado, a França exigia a expulsão dos ingleses da Terra Nova, a recuperação do Senegal, o direito de comércio com a Índia.